# Prix Jan-Tschichold
Le prix Jan-Tschichold est un prix artistique suisse, qui honore « des prestations hors pair dans l’art du livre ». Il est décerné chaque année depuis 1997 par l'Office fédéral de la culture. Le nom du prix rend hommage au graphiste et typographe Jan Tschichold.
En 2023, le prix est doté de 25 000 francs suisses.

## Lauréats du Prix Jan-Tschichold
- 1997 : Cornel Windlin, graphiste
- 1998 : Beat Müller et Wendelin Hess (Müller + Hess), graphistes
- 1999 : Stephan Müller, graphiste[3]
- 2000 : Ricco Bilger, éditeur et libraire[4]
- 2001 : Noman Edition, éditeur[5]
- 2002 : Lars Müller, graphiste et éditeur[6]
- 2003 : Dimitri Bruni et Manuel Krebs (Norm), graphistes[7]
- 2004 : Jost Hochuli, graphiste[8]
- 2005 : Marco Walser et Valentin Hindermann (Elektrosmog), graphistes[9]
- 2006 : Gilles Gavillet, David Rust (Gavillet & Rust), graphistes[10]
- 2007 : Tania Prill et Alberto Vieceli (Prill & Vieceli), graphistes[11]
- 2008 : Aude Lehmann, graphiste[12]
- 2009 : Nieves, Benjamin Sommerhalder, éditeur et graphiste[13]
- 2010 : Christoph Keller, éditeur et graphiste[14]
- 2011 : Julia Born, graphiste[15]
- 2012 : Erich Keiser, imprimerie Odermatt[16]
- 2013 : François Rappo, typographe[17]
- 2014 : Patrick Frey, éditeur
- 2015 : Urs Lehni, graphiste
- 2016 : Ludovic Balland, graphiste[18]
- 2017 : Valeria Bonin, Diego Bontognali (Bonbon), graphistes[19]
- 2018 : Che Huber, imprimeur[1].
- 2019 : Jonas Voegeli, graphiste[20]
- 2020 : Maximage, studio[21]
- 2021 : Krispin Heé, graphiste[22]
- 2022 : Volumes[23], foire de l'édition de l'art indépendante
- 2023 : Winfried Heininger, graphiste et éditeur indépendant[2]